# Villahán
Villahán és un municipi de la província de Palència a la comunitat autònoma de Castella i Lleó (Espanya). Limita al nord amb Palenzuela; al nord-oest amb Quintana del Puente; a l'est amb Herrera de Valdecañas i Peral de Arlanza; i al sud amb Tabanera de Cerrato.

## Demografia
| 1991 | 1996 | 2001 | 2004 |
| ---- | ---- | ---- | ---- |
| 173  | 147  | 134  | 124  |